# Poarta, Brașov
Poarta este o localitate în județul Brașov, Transilvania, România.
Actualmente satul Poarta a fost înghițit de comuna/stațiune turistică Bran și a primit o organizare administrativă nouă fiind transformat în strada Valeriu Lucian Bologa.
Satul Poarta este puțin cunoscut, fiind foarte puțin amintit. Pentru început bătrânii satului: Flanja Ilarie și Verginia, Flanja Moise, Familia Voinescu și mulți alții, afirmă că satul a fost înființat de către 12 familii ce vin aici din zona Bărăganului, își întemeiază o așezare stabilă și construiesc o biserică de lemn, toate în zona Podul Poancii până la zona Zănoaga. 
Satul se dezvoltă, iar din cauza unei inundații iscate de ruperea unui lac glacial din zona Gaura Bucegii. 
Așezarea este mutată iar biserica este distrusă. 
Ce rămâne din biserica de lemn este folosit la construcția unei magazii din incinta unei noi biserici, construite de data aceasta din cărămidă, în jurul anului 1721. 
Biserica , care dăinuie până astăzi, este pictată în jurul anului 1821-1822 și este renovată abia în anul 1989-1990.
1. ↑  x indică operatorul telefonic: 2 pentru Romtelecom și 3 pentru alți operatori de telefonie fixă